# Nocturno de Chile
Nocturno de Chile es la séptima novela del escritor chileno Roberto Bolaño, publicada tras su visita a Santiago de Chile en 1999.
El título original que quería colocarle Bolaño a este libro era el de «Tormenta de mierda», pero sus amigos, el escritor mexicano Juan Villoro y el editor de Anagrama, Jorge Herralde, lo disuadieron de ello. En palabras del propio autor:

«Nocturno de Chile es la metáfora de un país infernal, entre otras cosas. También es la metáfora de un país joven, de un país que no sabe muy bien si es un país o un paisaje.»
Roberto Bolaño

## Argumento

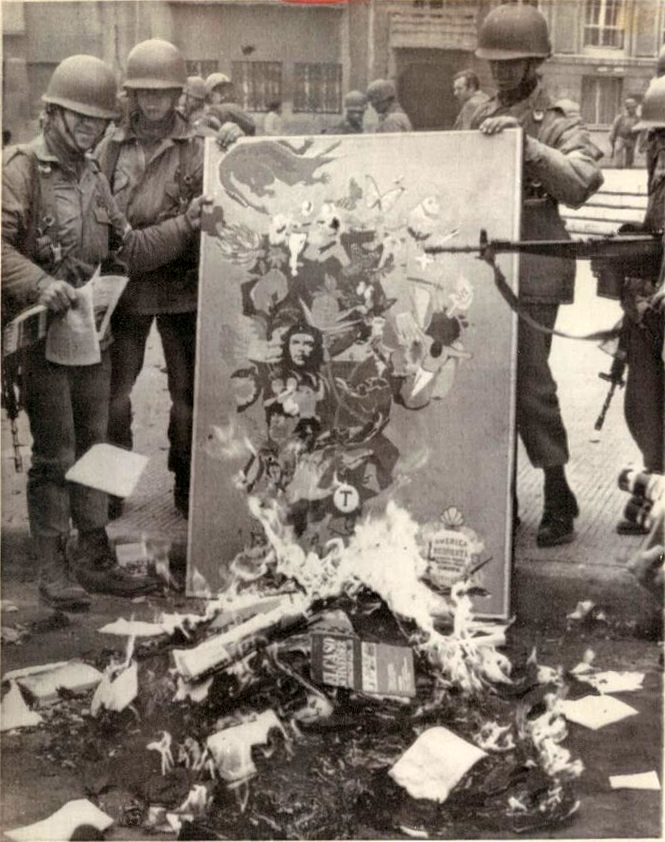
Quema de libros durante el allanamiento a la Remodelación San Borja en Santiago el 23 de septiembre de 1973, posterior al golpe de Estado.

En una entrevista, el autor definió la novela en los siguientes términos:

«Un intento fallido de amnesia donde todos somos iguales, las sombras inocentes y los brutos malévolos, los personajes reales y ficticios, es decir, donde todos somos víctimas, solo que de una forma indolora (...) [También trata] sobre el efecto del tiempo en las historias, sobre el lento progreso del olvido, que es una de las formas de la ocultación hacia la que con más gusto y puede que con más justificación tendemos.»
Roberto Bolaño

Para Bolaño, el propósito principal de la novela era mostrar «la falta de culpa de un sacerdote católico. La frescura admirable de alguien que por formación intelectual tenía que sentir el peso de la culpa».
La novela cuenta la historia del sacerdote Sebastián Urrutia Lacroix, un clérigo derechista del Opus Dei que durante sus últimos años relata cuatro episodios de su vida: la visita a la hacienda «Là Bas» de Farewell, un destacado crítico literario en los años 1950; su viaje por Europa para estudiar técnicas de conservación de iglesias en los años 1960, la mayoría basadas en la domesticación de halcones para la caza de las palomas; las clases de ideología marxista que realizó para Augusto Pinochet y sus colaboradores de la Junta Militar de Chile en los años 1970; y las tertulias literarias a las que asistía en casa de la escritora María Canales, lugar en que también se torturaba a opositores a la dictadura militar. Urrutia se ha convertido en un crítico literario reconocido, que escribe bajo el pseudónimo de H. Ibacache. Toda la narración transcurre con Urrutia enfermo y postrado en su cama, mientras es interrumpido frecuentemente por un «joven envejecido», que actúa como un fantasma o un reflejo de su consciencia.

## Estructura
La historia está narrada en primera persona, y de acuerdo con el autor, sigue la misma estructura que su novela Amuleto y que el de otro proyecto de novela que finalmente no terminó, y que se habría titulado Corrida. Esta estructura es básicamente musical, y está orientada a la búsqueda de una novela río.
El libro no se divide en capítulos ni secciones, y no posee ningún punto y aparte, salvo uno previo al breve párrafo final.

## Recepción y crítica
Esta novela, así como el grueso de la obra de Bolaño, ha sido publicada en numerosos países y traducida a diversos idiomas. Hasta antes de la publicación de 2666 en octubre de 2004, Nocturno de Chile era la obra de Bolaño con más traducciones, totalizando doce y superando así a Estrella distante y Los detectives salvajes, traducidas a nueve y ocho idiomas, respectivamente.
En la contraportada de la traducción al inglés publicada en New Directions, cinco escritores y críticos literarios se refieren positivamente a la obra, entre ellos Susan Sontag, en los siguientes términos:

«Nocturno de Chile es lo más auténtico y singular: una novela contemporánea destinada a tener un lugar permanente en la literatura mundial.»
Susan Sontag

También fue recomendada por el novelista irlandés Colm Tóibín, y quedó seleccionada entre los diez finalistas del Premio Literario Internacional IMPAC de Dublín, el más dotado del mundo. Para el escritor Jorge Volpi se trata de su tercera «obra maestra», en un sentido cronológico, después de Estrella distante y Los detectives salvajes. El crítico Ignacio Echevarría destaca su carácter de «poema narrativo», que también comparte su novela anterior, Amuleto.

## Análisis de la obra
Para el crítico Juan Antonio Masoliver Ródenas, el «conflicto de naturaleza moral» del protagonista se asocia a los presentados en las obras de los escritores católicos franceses Georges Bernanos y François Mauriac, retomados por Antonio Tabucchi en su novela Sostiene Pereira (1994). Para Masoliver el «joven poeta envejecido», alter ego y conciencia del narrador, es el propio Bolaño, que habita la novela como un fantasma, desde dentro.
Para el escritor Edmundo Paz Soldán, coeditor de Bolaño salvaje, Pinochet en la novela se muestra como «la parodia de un letrado», y la literatura, como antigua herramienta civilizadora, se transmuta en un instrumento para entender y así acabar con el enemigo. Además, para él:

«Nocturno de Chile es la confesión del civilizado que con su silencio es cómplice del horror. Nocturno de Chile es la novela de la complicidad de la literatura, de la cultura letrada, con el horror latinoamericano.»
Edmundo Paz Soldán

En esta línea, la académica Celina Manzoni opina que la novela recrea «una imagen despiadada de la institución literaria puesta en crisis y desenmascarada».
La lectura que hace la investigadora Paula Aguilar de la obra es la del uso de una estética de la melancolía «como metáfora de la pérdida y la fractura». Para Aguilar, la agonía que vive el protagonista durante su afiebrada noche representa «el quiebre interno de una identidad que se creía sólida»; evidencia un trauma, un duelo, un intento de justificación imposible. El relato, argumenta, «oscila entre la confesión religiosa del sacerdote y el discurrir psicoanalítico». El continuum de la narración sólo se desestabiliza en presencia de terceros: los niños y campesinos del fundo Là Bas, que se describen como incoherentes o caóticos fuera del orden interno de la hacienda; el «joven envejecido», una voz constante «que genera el relato y lo hilvana», y que bien podría ser el mismo Bolaño, así como también la consciencia del mismo sacerdote.
Para Aguilar la novela está cargada de simbolismos. El fundo Là Bas y la casa de María Canales son «como metáforas del Chile infernal de la dictadura militar». El aislamiento del primero además «corporiza el distanciamiento torremarfilista entre arte y vida», y el primer viaje de Urrutia Lacroix a dicho luchar representa para él un viaje iniciático para luego convertirse en el crítico literario Ibacache. Por su parte, en las torturas en casa de María Canales, en paralelo a sus tertulias literarias, Bolaño «indaga acerca de las complicidades silenciosas —hasta inconscientes— con la dictadura militar». Otro símbolo común relacionado con las dictaduras militares, según Aguilar, es la imagen paloma/halcón. En este sentido, los halcones de la primera parte, como método para cuidar a las iglesias de los excrementos de las palomas, aluden también a los Halcones, grupo paramilitar y represivo que funcionó en México entre 1966 y 1971, y que participó en la Matanza de Tlatelolco de 1968. Otros símbolos de fractura y pérdida que menciona Aguilar son las muertes de Pablo Neruda —el poeta, la poesía— y Farewell —el crítico, la crítica literaria—; mientras que las historias sobre el poeta guatemalteco perdido en Europa y del zapatero vienés son imágenes melancólicas de la posdictadura, hombres fracasados, sin fe, sin héroes ni valores.
Aguilar sostiene que Bolaño a través de esta obra homenajea a su generación de militantes de izquierdas en dictadura, pero «desde un distanciamiento problematizador y melancólico», sin imponer su propia ideología en el primer plano de la narración. El autor describe a un Chile sombrío, reforzado por «las alusiones al Nocturno de J. Asunción Silva o las angustiosas líneas de Leopardi», donde «la melancolía resulta en el constante darse cuenta de que el duelo es inacabable».
Tanto el académico Chris Andrews como la misma Paula Aguilar destacan también el uso en la novela de los significativos nombres de los señores Oído y Odeim, que leídos al revés quieren decir «odio» y «miedo». Aguilar también destaca la significativa traducción del apellido Farewell, que en inglés significa «adiós», y que también es un poema de Neruda.
La investigadora Valeria de los Ríos extrae elementos de esta novela como ejemplos del uso de Bolaño de la figura del mapa por sobre la del archivo utilizada por el Boom latinoamericano. En este contexto, de los Ríos sugiere que el cuadro del pintor guatemalteco que aparece en la obra, Paisaje de la Ciudad de México una hora antes del amanecer, es una imagen apocalíptica del D. F., pintada desde un punto de vista en altura, como un mapa. Un punto de vista análogo, de poder, es el del crítico Lacroix, quien observa los horrores de la dictadura desde la distancia, siendo en lugar de una víctima, algo así como un cómplice silencioso.

### Conexiones con la realidad
En la novela aparecen algunos personajes reales que son nombrados explícitamente, tales como Augusto Pinochet o Pablo Neruda, pero también aparecen otros basados en hechos reales.
El mismo protagonista parece ser un trasunto del crítico literario Ignacio Valente, pseudónimo de José Miguel Ibáñez Langlois, sacerdote del Opus Dei que ejerció la crítica literaria de manera casi exclusiva durante todo el período de la dictadura militar, a través del periódico El Mercurio.
Por otra parte, la historia de María Canales se basa en la del agente de la DINA Michael Townley y su esposa Mariana Callejas, quienes habitaban una casona en el barrio Lo Curro de la comuna santiaguina de Vitacura, donde ella realizaba veladas literarias mientras Townley —autor material del asesinato de Orlando Letelier, Ronni Moffitt y Carlos Prats— y otros agentes la utilizaban como lugar de detención y tortura.